# Покрштавање Бугарске
Покрштавање Бугарске је процес покрштавања становништва на подручју Прве бугарске државе током 9. века. Христијанизацијом тих простора били су обухваћени првобитни Бугари (Прабугари) и њима потчињени део Јужних Словена. Покрштавање је вршено напуштањем прабугарске и старословенске вере и прихватањем хришћанства.

## Почеци христијанизације
После христијанизације Моравске није могла ни Бугарска дуго да одлаже да прими хришћанство и тиме да постави свој политички и културни живот на чвршћу основу. Док се моравска била обратила Византији, бугарски кнез Борис I упутио је изасланство у Франачку, због чека је византијска влада брзо интервенисала, јер није могла да допусти да се суседна Бугарска духовно прикључи Франачкој, па према томе и Риму. Долазак византијске флоте на бугарску границу, праћен демонстрацијом царске флоте пред бугарском обалом, приморао је Бориса да задовољи византијске захтеве. 864. године бугарски кнез примио је хришћанство из Византије и том приликом добио име византијског цара који му је кумовао - Михаило. Грчко свештенство одмах је почело са покрштавањем бугарског народа и организацијом бугарске цркве.

## Покрштена Бугарска
Христијанизација је за Бугарску значила велики напредак не само у културном развитку већ и у процесу словенизације земаља, а према томе и политичког и етничког уједињења. Опозицију бугарских великаша, који су устали у одбрану свог повлашћеног положаја везаног за стару религију и етничку подвојеност, Борис - Михаило је угушио погубивши 52 бољара. Међутим и поред свих предности које је покрштавање имало за културни развитак и унутрашње уједињење Бугарске, Борис-Михаило је био разочаран. Византија је ишла за тим да стави бугарску цркву под управу грчког свештенства и да је потчини цариградској патријаршији. Бугарски кнез желео је, напротив, да његова млада црква добије потпуну самосталност под управом властитог патријарха. И пошто су његове жеље остале незадовољене, он је окренуо леђа Византији и обратио се папи. За папу Николу I ово је била јединствена прилика да одвоји Бугарску од Цариграда и да је доведе под римску јурисдикцију. Он је послао у Бугарску своје легате, и изгледало је да ће бугарска потпуно подлећи римском утицају. Византија је посматрала како јој суседна словенска земља измиче. Тада је сукоб између Рима и Цариграда достигао врхунац. Као противник Рима, Фотије је постао бранилац не само независности византијске цркве него и животних интереса византијске државе. Цезар Варда и цар Михаило III су били уз њега. Цар је упутио папи писмо пуно поноса и самопоуздања и тражио је опозивање папске пресуде против Фотија а патријарх је отишао још даље и пребацио је римској цркви заблуде у питањима литургике и црквене дисциплине пре свега побијао је западну науку о происхођењу Светога Духа од Оца и Сина. У лето 867. године на сабору под царевим председништвом бачена је анатема на папу Николу I, римска наука о филиокве осуђена као јеретичка, а мешање Рима у питања византијске цркве проглашено незаконитим.